# Lucilia fulvipes
Lucilia fulvipes är en tvåvingeart som beskrevs av Friedrich Hermann Loew 1858. Lucilia fulvipes ingår i släktet Lucilia och familjen spyflugor. Inga underarter finns listade i Catalogue of Life.